# HMS Wolsey (D98)
«Волсі» (англ. HMS Wolsey (D98) — військовий корабель, ескадрений міноносець «Торнікрофт» типу «W» Королівського військово-морського флоту Великої Британії за часів Першої та Другої світових війн.
«Волсі» був закладений 28 березня 1917 року на верфі компанії John I. Thornycroft & Company Limited у Вулстоні. 16 березня 1918 року він був спущений на воду, а 1 травня 1918 року увійшов до складу Королівських ВМС Великої Британії.
Корабель брав участь у бойових діях на морі в Першій та Другій світових війнах. У роки Другої світової переважно бився в Атлантиці, на Середземному морі, біля берегів Франції, Англії та Норвегії. За проявлену мужність та стійкість у боях удостоєний чотирьох бойових відзнак.

## Історія служби
Після завершення випробувань есмінець включений до складу Великого флоту з базуванням на Скапа-Флоу на Оркнейських островах, де «Волсі» служив до кінця Першої світової війни.
Після закінчення Першої світової війни «Волсі» служив на Атлантичному флоті. Наприкінці 20-х років він входив до складу сил Китайської станції британського флоту. На початку березня 1927 року, після інциденту, коли британський річковий пароплав SS Kutwo зіткнувся і затопив китайський десантний баркас на річці Янцзи, і китайська влада погрожувала захопити його в Нанкіні, на місце події прибув «Волсі», яка разом з «Кутво» відбили спроби китайців висадитися на пароплав. Незабаром легкий крейсер «Емеральд» приєднався до «Волсі» в Нанкіні як підкріплення.
Під час Нанкінського інциденту британський флот негайно доправив на місце загострення ситуації важкий крейсер «Віндіктів», легкі крейсери «Карлайль», «Карадок» та «Емеральд», тральщик «Петерсфілд» і есмінці «Візерінгтон», «Волсі», «Вішарт», «Ветеран», «Веріті» та «Вайлд Свон» і канонерський човен «Гнат» до Нанкіна. Також на посилення угруповання західних сил прибули п'ять американських есмінців: «Ноа», «Вільям Б. Престон», «Джон Форд», «Пілсбері» та «Сімпсон». «Волсі» брав активну участь у протидії китайським силам та сприяв евакуації іноземних громадян.
На початку 30-х років «Волсі» входив до Середземноморського флоту. Пізніше він був виведений з експлуатації та переведений до резерву на Мальті.
3 вересня 1939 року, коли Велика Британія вступила у Другу світову війну «Волсі» все ще перебував у стадії ремонту на Мальті. У січні 1940 року корабель розпочав ходові випробування після модернізації та наприкінці січня 1940 року вирушив з Мальти до Гібралтару. 29 січня 1940 року він разом зі шлюпом «Лоустофт» розпочав перехід до Ліверпуля в якості супроводу конвою HG 17F. Підсилені під час плавання шлюпом «Сандвіч» 31 січня та есмінцями «Брок» та «Вінчелсі» з 4 по 5 лютого, «Волсі» та «Лоустофт» супроводжували конвой до прибуття у Ліверпуль 7 лютого 1940 року.